# Omar Arellano
Pour les articles homonymes, voir Arellano (homonymie).
Omar Arellano Riverón est un footballeur mexicain né le 18 juin 1987 à Guadalajara. Il évolue au poste de milieu de terrain avec les Chivas de Guadalajara.

## Palmarès
- Championnat du Mexique de football : 2006 (C), 2007 (C)
- Ligue des champions de la CONCACAF : 2007
- Copa Sudamericana : 2006
- SuperLiga : 2007